# Avenida Congreso
La avenida Congreso de Tucumán  es una de las principales avenidas de cinco barrios de la Ciudad de Buenos Aires, Argentina.
Su nombre homenajea al Congreso de Tucumán celebrado el 9 de julio de 1816.

## Recorrido
La avenida tiene un trazado recto, hacia el sudoeste que comienza en la Avenida del Libertador. En este tramo la Avenida Congreso divide los barrios de Núñez y Belgrano. Luego de la calle Zapiola penetra en el barrio de Coghlan el cual atraviesa hasta cruzar las vías del Ferrocarril General Bartolomé Mitre en cercanías de la estación homónima. Luego ingresa en el barrio de Villa Urquiza, donde termina en la intersección con la Avenida de los Constituyentes, que además forma el límite con el barrio de Villa Pueyrredón.
No está habilitada para ambos sentidos de circulación en toda su extensión porque entre la Avenida Cabildo y la Avenida del Libertador es mano única hacia el noreste.

## Cruces importantes

### Nuñez/Belgrano
- 1500-2400 Tramo de mano única
  - 1500: Avenida del Libertador
  - 1900: Cruce bajo nivel con el FC Bartolomé Mitre ramal a Tigre - Estación Núñez
- 2400-3100 Tramo de doble mano
  - 2400: Avenida Cabildo - Metrobús del Norte Parada Congreso - Estación Congreso de Tucumán de la Línea D (subte de Buenos Aires) - Inicio de doble mano
  - 2900: Avenida Crámer

### Coghlan
- 3100-4000: Tramo de doble mano
  - 3300: Avenida Ricardo Balbín

### Villa Urquiza
- 4000-6000: Tramo de doble mano
  - 4000: Cruce bajo nivel Luis Alberto Spinetta con el FC Bartolomé Mitre ramal a Bartolomé Mitre - Estación Coghlan
  - 4300: Avenida Parque Roberto Goyeneche - Calle Donado
  - 4700: Avenida Galván
  - 4770: Avenida Álvarez Thomas
  - 5100: Avenida Triunvirato
  - 6000: Avenida de los Constituyentes

## Características
La Avenida Congreso no tiene una actividad comercial intensa dado que en todo su recorrido es atravesada por otro grupo de avenidas con importante actividad comercial. Dentro de su trazado se destacan principalmente edificios de oficinas bajos, pequeños negocios de servicios, y gran cantidad de viviendas.